# エッセルバッハ
エッセルバッハ (ドイツ語: Esselbach) は、ドイツ連邦共和国バイエルン州ウンターフランケン行政管区のマイン＝シュペッサルト郡に属す町村である。

## 地理

### 最高地点と最低地点
エッセルバッハの町の最高地点は、カールスヘーエの海抜 450 m、最低地点はヴァッヒェンバッハ沿いの海抜 195 m である。

### 自治体の構成
この町は、首邑の他に2つのオルツタイル（行政上の地区）からなり、全部で10のジートルング（集落）で形成されている。
| - エッセルバッハ - ファウン - カールスヘーエ - シュライフトーア - ヴァッヒェンミューレ（アルテ） - ヴァッヒェンミューレ（ノイエ） | - クレーデンバッハ - シュタインマルク - ハインリヒスミューレ - キーゼッカースミューレ |

ゲマルクング（伝統的な地籍区分）は、エッセルバッハ（アルテ・ヴァッヒェンミューレおよびノイエ・ヴァッヒェンミューレを含む）、シュタインマルク（キーゼッカースミューレおよびハインリヒスミューレを含む）、フュルストリヒ・レーヴェンシュタインシャー・パルク（ファウン、カールスヘーエおよびシュライフトーアを含む）である。

### 隣接する市町村
|              | フュルストリヒ・レーヴェンシュタインシャー・パルク* | ハーフェンロール         |
| ビシュブルン |                                                     |                          |
| ショルブルン |                                                     | マルクトハイデンフェルト |

- いずれもマイン＝シュペッサルト郡に属す。
- 地名の後に「*」があるのは、市町村に属さない地域である。

### 水域
町内をヴァッヒェンバッハ川とその支流のエッセルバッハ川が流れている。

## 地名

### 語源
エッセルバッハという町名は、同名の小川エッセルバッハ川に由来している。この川はヴァッヒェンバッハ川を経てハーフェンロール川に注いでいる。エッセルバッハという名称は、中高ドイツ語で「ヤマナラシ」を意味する Espin と、Bach（小川）が語源である。ここから、ヤマナラシが茂る小川と解釈できる。「b」の前の「n」や「l」が入れ替わることは珍しくない。現在の「ss」と綴る形は、音声学上の同化作用よるものである。

### 古い表記
この町は、様々な古地図や史料に以下のような表記で記されている。
- 1182年 Espelbach
- 1424年 Espilbach
- 1594年 Eisselbach
- 1625年 Esselbach

## 歴史

### 前身となった自治体の成立まで
ヴュルツブルク司教領領の一部であった首邑エッセルバッハとヴェルトハイム伯領の一部であったシュタインマルクおよびクレーデンバッハは、1803年の帝国代表者会議主要決議以降、新たに創設されたアシャッフェンブルク侯国に編入され、1814年にバイエルン王国領となった。バイエルンの行政改革に伴う1818年の自治体令により、3つの独立した自治体が成立した。

### 行政史
1862年にベツィルクスアムト・マルクトハイデンフェルトが創設され、エッセルバッハはその管轄下に置かれた。1939年にドイツ国全土で「ラントクライス」（郡）の呼称が使われることとなった。エッセルバッハは、マルクトハイデンフェルト郡の47市町村の1つとなった。マルクトハイデンフェルト郡の廃止に伴いエッセルバッハは、1972年7月1日に新設されたミッテンルマイン郡に編入された。この郡は10か月後に現在の名称である「マイン＝シュペッサルト郡」と改名された。

### 町村合併
バイエルン州の地域再編により、1978年5月1日にそれまでのエッセルバッハ、シュタインマルク、クレーデンバッハが合併して、新たな自治体エッセルバッハが成立した。

## 住民

### 人口推移
1988年から2018年までの間にこの町の人口は、1,743人から2,096人に353人、約 20. 3 % 増加した。
- 1961年: 1516 人[5]
- 1970年: 1627 人[5]
- 1987年: 1747 人
- 1991年: 1938 人
- 1995年: 2111 人
- 2000年: 2041 人
- 2005年: 2036 人
- 2010年: 1975 人
- 2015年: 2051 人

### 宗教
エッセルバッハ地区ではカトリックが多数を占める。聖マルガレータ教区は、ヴュルツブルク司教区ロール首席司祭区に属す。
これに対して、シュタインマルクとクレーデンバッハでは福音主義が主流である。これはヴェルトハイム伯領に属していたためである。

## 行政
この町は、マルクトハイデンフェルト行政共同体に属している。

### 首長
町長は、2013年7月23日からリヒャルト・ロース (CSU) が務めている。彼は2020年3月15日の選挙で 96.19 % の票を獲得して再選された。彼の前任者は2002年から務めたクラウス・ホーフマン (Freie Wähler) である。

### 議会
エッセルバッハの町議会は、14議席からなる。

### 紋章
図柄: 緑地。幅の広い銀色の斜め帯の中に青いポストホルンが描かれている。

### 姉妹自治体
- シュテッテルドルフ・アム・ヴァグラム（ドイツ語版、英語版）（オーストリア、ニーダーエスターライヒ州）[10]

## 経済と社会資本

### 教育
この町には以下の教育機関がある。
- カトリックの幼稚園
- 私立基礎課程・本課程学校